# امیر غلامعلیان
امیر غلامعلیان سرتیپ ارتش جمهوری اسلامی ایران است، که هم‌اکنون به‌عنوان فرمانده قرارگاه منطقه‌ای جنوب‌شرق نزاجا فعالیت می‌کند و فرمانده ارشد ارتش در استان‌های سیستان و بلوچستان، کرمان و هرمزگان است.
وی در خلال جنگ ایران و عراق از اعضای نیروی زمینی ارتش بود. غلامعلیان از ۱۳۹۶ تا ۱۳۹۸ فرماندهی تیپ ۱۸۱ زرهی اسلام‌آباد غرب را برعهده داشت، از ۱۳۹۸ تا ۱۳۹۹ به‌عنوان جانشین فرمانده قرارگاه منطقه‌ای غرب نزاجا فعالیت می‌کرد و از مردادماه ۱۳۹۹ فرمانده قرارگاه منطقه‌ای جنوب‌شرق نزاجا است. او در سال ۱۳۹۸ درجه سرتیپ‌دومی و در سال ۱۴۰۲ درجه سرتیپی دریافت کرد.